# Superintendentur (Ueckermünde)

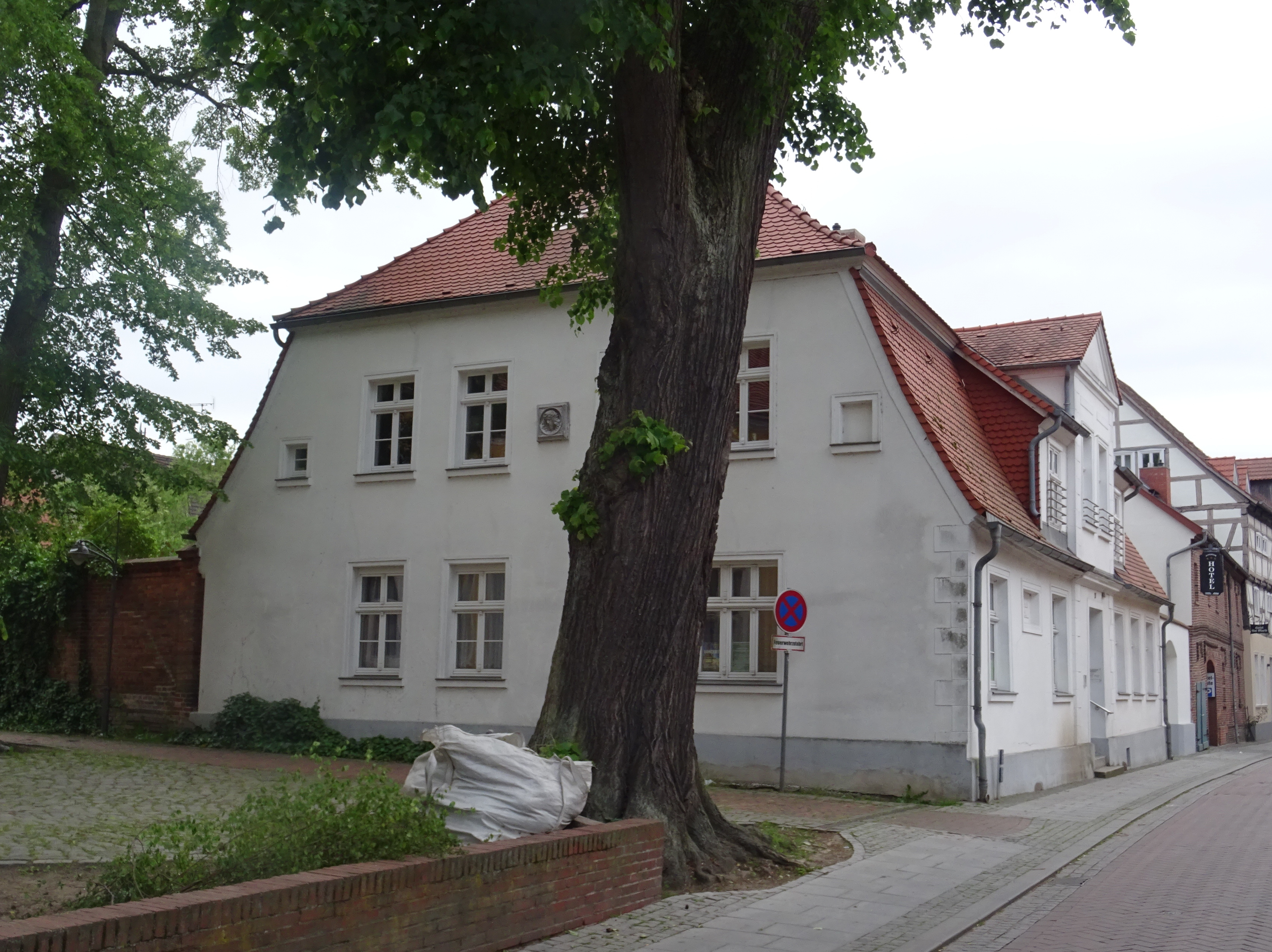

Die ehemalige Superintendentur in Ueckermünde (Mecklenburg-Vorpommern), Schulstraße 21, stammt aus dem 18. Jahrhundert und beherbergt heute das Kirchenbüro der Kirchengemeinde Ueckermünde-Liepgarten im Pommerschen Evangelischen Kirchenkreis.
Das Gebäude steht unter Denkmalschutz.

## Geschichte
Die Stadt Ueckermünde mit 8472 Einwohnern (2020) wurde 1178 als Ucramund erstmals erwähnt.
Das eingeschossige verputzte barocke Gebäude mit dem zweigeschossigen Giebelrisalit sowie einem Krüppelwalm- und Mansarddach wurde 1774 als Superintendentur gebaut und danach mehrfach umgebaut. Bis 1997 war es der Sitz des Superintendenten, der ursprünglich Präpositus der Synode Ueckermünde und Pastor für die Kirchen in Ueckermünde und Liepgarten war. Hier sind heute das evangelische Kirchenbüro der Kirchengemeinde Ueckermünde-Liepgarten und eine Wohnung.
Eine Gedenktafel erinnert an den Physiker und Hochschullehrer Rudolf Clausius (1822–1888), Entdecker des Zweiten Hauptsatzes der Thermodynamik, dessen Vater Karl Ernst Gottlieb Clausius (1781–1855) hier seit 1833 bis 1855 Superintendent der Kirchengemeinde und Pastor an der Marienkirche war.